# Região dos Sudetas

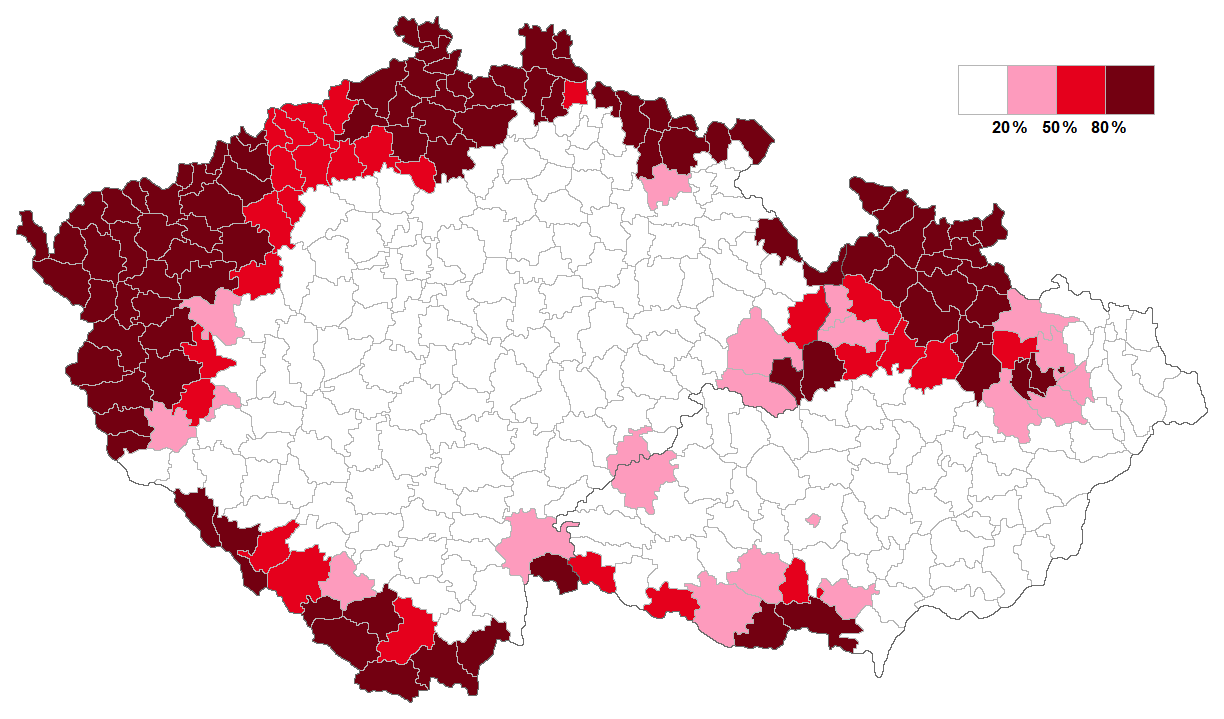
Regiões de falantes de alemão, no interior da actual República Checa, as quais, no período entreguerras, eram referidas como Sudetenland.

A Região dos Sudetas ou Região dos Sudetos (em alemão: Sudetenland; checo e em eslovaco:  Sudety, em polonês/polaco:  Kraj Sudetów) é a designação dada às porções norte, sudoeste e oeste do território da atual República Checa, habitadas principalmente por alemães étnicos, desde o Medievo, até a sua expulsão do território checo, no final da Segunda Guerra Mundial. 
Politicamente, a Região dos Sudetos integrou o território checo - primeiramente, como parte do Ducado da Boêmia, c. 870–1198, e, em seguida, do Reino da Boêmia, 1198–1918. 
Essa população  germanófona predominava nos distritos  fronteiriços da Boémia, Morávia e da Silésia Checa (as chamadas Terras checas), onde se estabelecera no século IX.

## História
A designação 'Sudetas' ou 'Sudetos' surge apenas no início do século XX e só se torna conhecida depois da Primeira Guerra Mundial, quando o Império Austro-Húngaro foi desmembrado, e a região - cujos habitantes eram, em sua maioria, alemães étnicos - passou a fazer parte da Checoslováquia. A Região dos Sudetos também foi parte do território da Primeira República da Checoslováquia, entre 1918 e 1938, ano em que foi cedida à Alemanha Nazista, por força do Acordo de Munique, o qual pôs fim à chamada crise dos Sudetos. A origem de tal crise foi a exigência, por parte da Alemanha Nazi, de que a Região  fosse cedida à Alemanha - o que de facto aconteceu, em 1938, pouco antes da ocupação alemã da Checoslováquia (1939-1945).
Depois da Segunda Guerra Mundial, a Checoslováquia foi reconstituída e os sudetos foram expulsos do país. Actualmente, toda a área antes ocupada pela população sudeta é habitada por falantes da língua checa. Partes das actuais regiões checas de Karlovy Vary, Liberec, Olomouc, Morávia-Silésia e Ústí nad Labem estão situadas na antiga Região dos Sudetas.

## Toponímia
O termo Sudetenland é composto por Land, que significa "país", e Sudeten, que se refere aos Sudetos, uma cadeia montanhosa na fronteira norte da Checoslováquia com a Baixa Silésia (actual Polónia). No entanto a Região abrange áreas muito para além daquelas montanhas. 

## Galeria

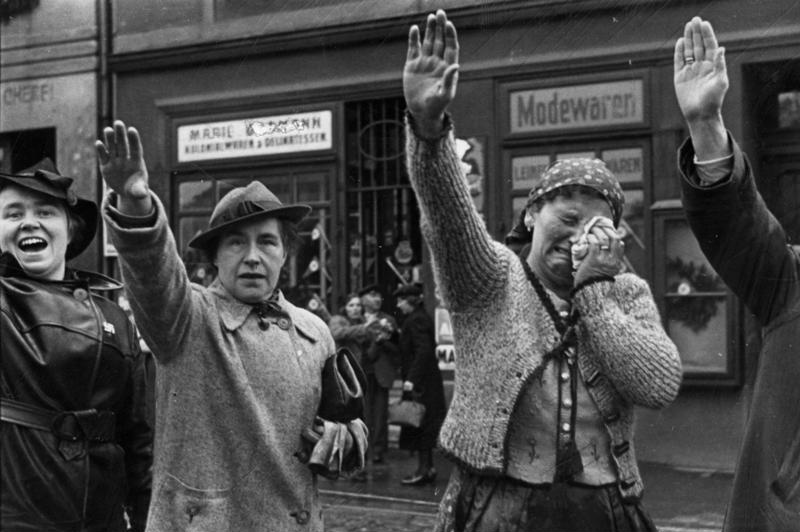
Alemães étnicos na cidade de Eger (atual Cheb) saúdam as tropas alemãs que adentram a Região dos Sudetos (3 de outubro de 1938).
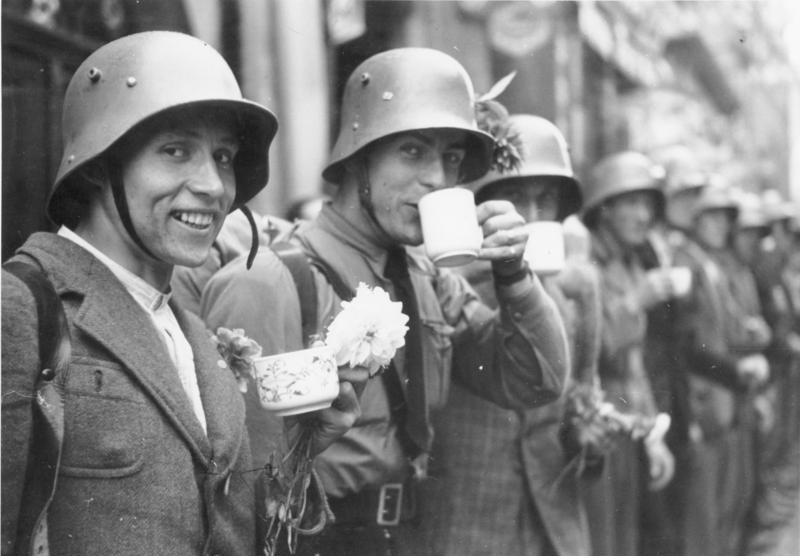
Homens do Corpo de Volutários Alemães dos Sudetos recebem flores e bebidas quentes da população local, em  Eger (3 de outubro de 1938).
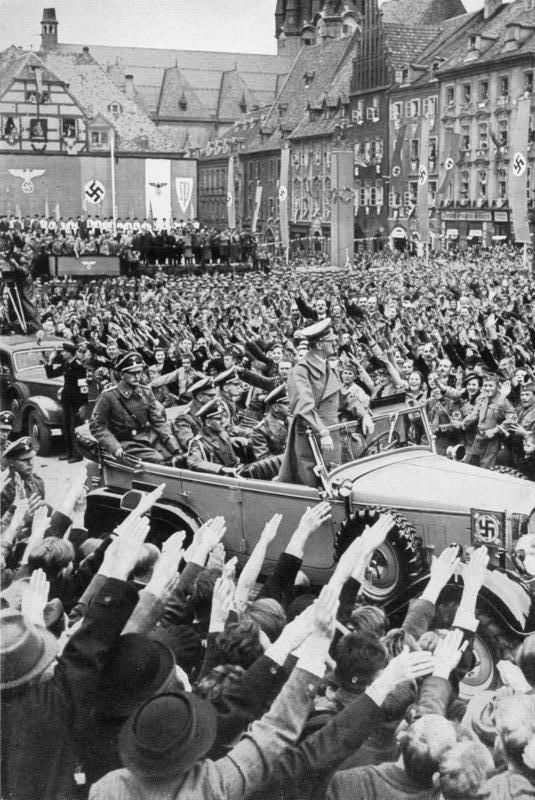
Adolf Hitler em desfile acompanhado pela multidão, em  Eger (3 de outubro de 1938).